# 阿富汗衝突
阿富汗冲突始于1978年4月27日并持续至今，包括一系列的对外战争和内战。

## 反蘇抗戰
阿富汗政府的財政收入長期倚賴國外援助。:13-141973年阿富汗共和國成立後，蘇聯即支持激進的政黨如阿富汗人民民主黨，加緊使阿富汗在經濟上依賴蘇聯，反對同中華人民共和國有密切關係的巴基斯坦。歷屆阿富汗政府雖然都曾試圖改革，但均由此而告吹。1978年4月27日人民民主黨激進分子发动政变推翻阿富汗共和国政府，暗殺了其第1任領導人，組建阿富汗民主共和國並由人民民主党總書記努尔·穆罕默德·塔拉基出任國家元首（革命委員會主席）。新政府的無神論立場及其推行的變革引起民間的反對者組織武裝反抗。:16塔拉基在1979年9月被其副手部長會議主席哈菲佐拉·阿明在政變中取代，哈菲佐拉強調國家自主性、外交獨立等，顯然並不是勃列日涅夫政府所中意的人選。在蘇方警告不從後，同年12月27日阿明與家眷等遭蘇軍特種部隊殺害，蘇聯人支持的另一名左翼分子巴布拉克·卡爾邁勒上臺。政府的內部鬥爭導致權威大減，反政府武裝日益壯大。卡爾邁勒要求並接受蘇聯增加援助鎮壓反政府武裝，蘇聯軍隊大舉進入阿富汗，但始終無法消滅得到美國、巴基斯坦等國支援的聖戰者。

## 内战与塔利班崛起
蘇聯从阿富汗撤軍後，人民民主黨政府在1992年倒台。布爾漢努丁·拉巴尼等建立阿富汗伊斯蘭國。然而拉巴尼政權並不穩固，各派系常常發生武裝衝突。此時有一個毫不起眼的伊斯蘭學生組織崛起，名為塔利班，在普什圖語中意為「學生」，領導者為穆罕默德·奧馬爾。塔利班是一支由神學院學生組成的部隊，在1994年出現，以坎大哈為基地，並迅速壯大。在最初幾個月裡取得一連串軍事勝利，奪取了西南部九個省份。塔利班打著「铲除军阀、恢复和平、重建国家」和「建立真正伊斯蘭政府」旗號，聲稱不服從任何黨派，拒絕和談，視《古兰经》為法律，在戰場上的士兵也會帶著《古蘭經》。塔利班在攻佔的地方建立統一的行政機構，恢復法院、學校、醫院等，贏得廣大民眾的支持。
1996年9月25日，塔利班攻克了喀布尔以東75公里的戰略重鎮，並向喀布爾推進。26日，塔利班部隊攻入喀布爾東部城區，並向市中心推進，與政府軍交戰。27日，塔利班攻佔總統府，並控制喀布爾大部，政府軍退守喀布爾以北地區，並計劃反攻。佔領喀布爾不久後，奧馬爾任命一個由六人組成的臨時委員會接管政權，處理政務。塔利班繼續追擊政府軍，政府軍退守東北部潘傑希爾山谷。10月，塔利班建立了以穆罕默德·奧馬爾為首的臨時政府，奧馬爾被伊斯蘭教神職人員推舉為最高宗教領袖。

## 內戰的持續
塔利班奪權後，使原本不少敵對的派系有了共同敵人。1996年10月9日，前政府軍艾哈迈德·沙阿·马苏德領導的主要由塔吉克人組成的前政府軍武裝、與烏茲別克武裝和伊斯蘭黨武裝簽署一份共同對抗塔利班的協議，成立阿富汗「最高防禦委員會」，成立反塔利班的北方聯盟。協議規定如果任何一方受到塔利班攻擊，其它派系應給予支持。北方聯盟總兵力約6萬人，其地是在東北部的潘傑希爾山谷。然而由於內部派系本身的矛盾，使聯盟的作用很少，在戰事上常常失利。
1998年4月17日，在美國總統特使、駐聯合國大使比爾·理查森斡旋下，雙方同意停火，並在4月27日的聯合國和伊斯蘭會議的主持下，在伊斯蘭堡舉行會談。由於雙方存在嚴重分歧，會談很快便破裂，雙方重新交戰，發起進攻。1999年7月28日，已控制近90%領土的塔利班向北方聯盟發起大規模進攻，意圖取得阿富汗的完全控制權，以換得國際社會的承認，並奪取了北方聯盟的戰略重地巴格蘭空軍基地，不過聯盟很快便發動反攻，收復幾乎所有失地。2000年5月10日在沙烏地阿拉伯吉達舉行的會談中，雙方達成停火協議，同意交還戰俘。但在9月，雙方又發生激戰，塔利班奪取了塔盧坎，但很快被馬蘇德指揮的軍隊奪回。

## 塔利班倒台
九一一事件發生後，美國認為發動是次恐怖襲擊的主謀是奧薩瑪·賓·拉登，聯合國安理會要求塔利班執行聯合國安理會第1333號決議，關閉恐怖份子訓練基地和交出賓·拉登。2001年10月7日，英美已組成聯軍進入阿富汗境內與當地的北方聯盟接觸。雙方其後達成協議，合作推翻塔利班政權。並在當天晚上進行空襲，攻擊塔利班和阿爾蓋達多個據點。聯軍在阿富汗迅速取得勝利，在11月13日北方聯盟部隊抵達喀布爾，標誌著塔利班在阿富汗全國的瓦解，殘餘的塔利班部隊撤退坎大哈周圍地區。12月，塔利班交出坎大哈的控制權，塔利班政權正式倒台。在美國的扶持下，建立阿富汗伊斯蘭共和國，取代舊的塔利班政權，哈米德·卡爾扎伊為第一任領導人。

## 阿富汗伊斯蘭共和國與北约
美國與其盟邦隨著2001年發生的911事件後，採取軍事行動以支持反對塔利班的勢力，並迫使其土崩瓦解。在2001年末，阿富汗主要的反對勢力領袖以及流亡份子在德國波昂集會，並同意了一項新的政府架構計劃，使得哈米德·卡爾扎伊在2001年12月就任臨時政府主席，大会确定在2004年进行政权的重建进程，确立新宪法及筹备总统选举。2004年10月9日哈米德·卡尔扎伊成为了阿富汗的第一位民选总统，但实际上，阿富汗仍然处于被美军占领状态。
2005年3月3日至25日間阿富汗連續發生多次強烈地震，因而受到重創。死亡人數超過1,800人，數以千計的房屋倒塌，受傷人數超過4,000人。薩曼甘省和巴格蘭省先後在3月3日及25日發生地震，巴格蘭省的地震破壞力較大，死亡人數佔整個地震時期的大部分，國際社會紛紛向阿富汗政府提供協助。
2005年底阿富汗仍呈現極度貧窮與軍閥割據的現象，久經戰亂而破壞的基礎設施、大量未爆地雷與其它的權威統治，加上大量非法鴉片與海洛因毒品貿易充斥其中，以及來自部分根植於蓋達組織與塔利班餘眾所發起的軍事與暴力行動仍在持續。
在多年军事行动收效无果情况下，美国决定于2014年撤离阿富汗，並於2021年7月11日撤回阿富汗駐軍。

## 塔利班回朝
2021年3月5日起，美国阿富汗和解问题特别代表与塔利班团队在卡塔尔首都多哈重新开始和平谈判。
5月起塔利班发动连续攻势，阿富汗多地相继被塔利班控制。
6月28日，阿富汗兩个省份的4个区域中心被塔利班控制。
7月13日，阿富汗聲稱擊斃267名塔利班武装人员。
8月7日，塔利班在3日內連奪5省，政府軍不戰而退。
8月12日夜，坎大哈、加茲尼、赫拉特均被塔利班攻克，塔利班武裝已經推進至距離喀布爾僅有130餘公里的要衝。同日，英美等國皆稱很快會撤離大使。
截止8月14日，政府軍仍然掌握的重要城市除了喀布爾外，尚餘北部的马扎里沙里夫以及巴阿邊界的贾拉拉巴德。而西北部的重鎮瑙堡在當天已經被佔領，而恰赫恰蘭則不戰而降。
8月15日下午，塔利班攻入首都喀布爾，控制喀布爾大學，並正與阿富汗政府談判，要求後者和平投降。美國駐喀布爾的核心團隊成員工作地點轉到喀布爾機場，而目前留在喀布爾的美國大使館人員低於50人。而其他國家駐喀布爾大使館正在「以有限人力在合適地點運作」。
8月16日阿富汗第一副總統薩利赫部隊成功從塔利班手中收復1省首府。報導指，1萬名拒絕向塔利班投降的士兵正前往支援。薩利赫周二（17日）呼籲，阿富汗民眾加入抵抗塔利班，指阿富汗內戰並未完結。
阿富汗內政部宣布：「政權將和平轉移，安全部隊會確保喀布爾安全」。而阿富汗總統阿什拉夫·加尼·艾哈迈德扎伊將會在幾小時內宣布辭職，並且與塔利班的臨時政府相對接。
塔利班領導人已經下令在喀布爾避免使用暴力或者傷害平民，並讓任何選擇離開的人安全離開。他還要求婦女前往受到保護的地區，並且要求塔利班的部隊暫緩進入喀布爾城。
8月16日，在占领阿富汗总统府之后，塔利班官员宣布“阿富汗的战争已经结束”。
近日阿富汗第一副總統薩利赫部隊成功從塔利班手中收復1省首府。報導指，1萬名拒絕向塔利班投降的士兵正前往支援。薩利赫周二（17日）呼籲，阿富汗民眾加入抵抗塔利班，指阿富汗內戰並未完結。
2021年，美国撤出阿富汗后，塔利班迅速取得政权，并于8月16日宣布战争结束，但軍閥的私人部隊雖然在阿富汗政府建立後被解散，但事實上大多跟著「老長官」一同進入該國軍警體系，並在20年內持續獲得美軍和其他國家的支援。克拉克指出，阿富汗舊軍閥領導的武裝勢力在這波塔利班攻勢中「讓路」，並未遭遇太大損傷，擔心阿富汗將再度爆發一場曠日彌久的內戰。

## 全国抵抗阵线
阿富汗民族英雄馬樹德（Ahmed Shah Massoud）之子艾哈邁德（Ahmad Massoud）已在龐吉夏河谷（Panjshir Valley）成立阿富汗全國抵抗陣線，自行宣布繼任總統的阿富汗副總統沙雷（Amrullah Saleh）和部分政府軍部隊也已撤退到該處，並能看到北方聯盟的旗幟仍在當地飄揚。

## 延伸閱讀
- Collins, Joseph J.  (PDF). Washington, D.C.: National Defense University Press. 2011  [2017-05-05]. ISBN 9781780399249. （原始内容存档 (PDF)于2021-04-27）.
- George Friedman. . Geopolitical Weekly. Stratfor. June 29, 2010  [2017-05-05]. （原始内容存档于2017-10-12）.

## 外部連結
- Afghanistan Conflict Monitor （页面存档备份，存于）
- Backgrounder on Afghanistan: History of the War October 2001 （页面存档备份，存于）
- Ending Afghanistan’s Civil by James Dobbins, The RAND Corporation, Testimony presented before the House Armed Services Committee on January 30, 2007 （页面存档备份，存于）
- Fueling Afghanistan's War-Press Backgrounder （页面存档备份，存于）
- More information on Post-Conflict Reconstruction from the Center for Strategic and International Studies （页面存档备份，存于）